# Els Vader
Elisabeth Cornelia Vader, detta Els (Flessinga, 24 settembre 1959 – Culemborg, 8 febbraio 2021), è stata una velocista olandese.

## Biografia
È stata la velocista di riferimento dei Paesi Bassi negli anni '80, insieme a Nelli Cooman.
Ha partecipato a 3 Giochi olimpici: nel 1980 a Mosca, nel 1984 a Los Angeles e nel 19880 a Seoul, non arrivando mai alle finali. Ha vinto la medaglia di bronzo nei 200 metri femminili agli europei indoor del 1985. Ha vinto 23 campionati nazionali nei vari eventi di sprint all'aperto e al coperto.
Ha detenuto il record olandese dei 200 metri piani fino al 1º settembre 2011, battuta da Dafne Schippers, mentre il record dei 200 metri indoor è stato battuto da Lieke Klaver nel gennaio 2021-
È stata sposata per 38 anni con l'ex atleta e suo allenatore Haico Scharn. Nel 2019 le è stato diagnosticato un raro tumore, la papilla di Vater. È morta a 61 anni l'8 febbraio 2021, mentre il marito è morto quattro mesi dopo a 75 anni.

## Record nazionali
Seniores
- 100 metri piani: 11"17 ( Barcellona, 14 giugno 1986 fino al 1986)
- 200 metri piani: 22"81 ( Pescara, 2 agosto 1981 fino al 2011)
- 400 metri piani : 51"92 ( Hengelo, 27 giugno 1986 fino al 1991)
- 200 metri piani pista corta: 23"36 ( Liévin, 13 febbraio 1988 fino al 2021)

## Progressione

### 60 metri piani
| Stagione | Misura  | Luogo    | Data      | Rank. Mond. |
| -------- | ------- | -------- | --------- | ----------- |
| 1988     | 7"22(i) | L'Aia    | 20-2-1988 |             |
| 1987     | 7"11(i) | Liévin   | 22-2-1987 |             |
| 1985     | 7"25(i) | Il Pireo | 3-3-1985  |             |
| 1984     | 7"41(i) | Göteborg | 3-3-1984  |             |
| 1982     | 7"34(i) | Milano   | 7-3-1982  |             |
| 1979     | 7"57(i) | Vienna   | 25-2-1979 |             |

### 100 metri piani
| Stagione | Misura | Luogo      | Data      | Rank. Mond. |
| -------- | ------ | ---------- | --------- | ----------- |
| 1988     | 11"38  | Seul       | 24-9-1988 |             |
| 1986     | 11"17  | Barcellona | 14-6-1986 |             |
| 1984     | 11"40  | Fürth      | 9-6-1984  |             |
| 1983     | 11"32  | Willebroek | 12-6-1983 |             |
| 1980     | 11"61  | Mosca      | 25-7-1980 |             |
| 1977     | 12"11  | Doneck     | 19-8-1979 |             |

### 200 metri piani
| Stagione | Misura   | Luogo       | Data      | Rank. Mond. |
| -------- | -------- | ----------- | --------- | ----------- |
| 1988     | 22"94    | Lisbona     | 5-6-1988  |             |
| 1985     | 23"64(i) | Il Pireo    | 3-3-1985  |             |
| 1984     | 23"31    | Los Angeles | 8-8-1984  |             |
| 1983     | 23"33    | Aquisgrana  | 5-7-1983  |             |
| 1982     | 23"63(i) | Milano      | 6-3-1982  |             |
| 1981     | 22"81    | Pescara     | 2-8-1981  |             |
| 1980     | 23"44    | Mosca       | 30-7-1980 |             |
| 1977     | 23"96    | Doneck      | 20-8-1979 |             |

## Palmarès
| Anno                              | Manifestazione  | Sede              | Evento      | Risultato  | Prestazione | Note                          |
| --------------------------------- | --------------- | ----------------- | ----------- | ---------- | ----------- | ----------------------------- |
| In rappresentanza dei Paesi Bassi |                 |                   |             |            |             |                               |
| 1977                              | Europei U20     | Donec'k           | 100 m piani | Semifinale | 12"11       |                               |
| 1977                              | Europei U20     | Donec'k           | 200 m piani | 6ª         | 24"34       |                               |
| 1977                              | Europei U20     | Donec'k           | 4x100 m     | 4ª         | 46"20       |                               |
| 1979                              | Europei indoor  | Vienna            | 60 m piani  | Batteria   | 7"57        | Miglior prestazione personale |
| 1979                              | Universiade     | Città del Messico | 100 m piani | Semifinale | 11"76       | [ 6 ]                         |
| 1980                              | Olimpiade       | Mosca             | 100 m piani | Quarti     | dnf         |                               |
| 1980                              | Olimpiade       | Mosca             | 200 m piani | Semifinale | 23"44       |                               |
| 1982                              | Europei indoor  | Milano            | 60 m piani  | Semifinale | 7"34        |                               |
| 1982                              | Europei indoor  | Milano            | 200 m piani | 4ª         | 23"39       |                               |
| 1983                              | Europei indoor  | Budapest          | 200 m piani | 4ª         | 23"64       |                               |
| 1983                              | Mondiali        | Helsinki          | 100 m piani | Quarti     | 11"56       |                               |
| 1984                              | Europei indoor  | Göteborg          | 60 m piani  | Finale     | dns         | [ 7 ]                         |
| 1984                              | Europei indoor  | Göteborg          | 200 m piani | Finale     | dns         | [ 8 ]                         |
| 1984                              | Olimpiade       | Los Angeles       | 100 m piani | Quarti     | 11"56       |                               |
| 1984                              | Olimpiade       | Los Angeles       | 200 m piani | Semifinale | 23"43       |                               |
| 1985                              | Europei indoor  | Il Pireo          | 60 m piani  | 5ª         | 7"25        |                               |
| 1985                              | Europei indoor  | Il Pireo          | 200 m piani | Bronzo     | 23"64       |                               |
| 1986                              | Europei         | Stoccarda         | 100 m piani | Semifinale | dq          |                               |
| 1986                              | Europei         | Stoccarda         | 4x100 m     | 7ª         | 44"38       |                               |
| 1987                              | Europei indoor  | Liévin            | 60 m piani  | 4ª         | 7"19        |                               |
| 1987                              | Mondiali indoor | Indianapolis      | 60 m piani  | 6ª         | 7"23        | [ 9 ]                         |
| 1987                              | Mondiali indoor | Indianapolis      | 200 m piani | Semifinale | 23"78       |                               |
| 1988                              | Europei indoor  | Budapest          | 60 m piani  | Semifinale | 7"23        |                               |
| 1988                              | Europei indoor  | Budapest          | 200 m piani | Semifinale | dns         |                               |
| 1988                              | Olimpiade       | Seul              | 100 m piani | Quarti     | 11"51       |                               |
| 1988                              | Olimpiade       | Seul              | 4x100 m     | Semifinale | 43"48       |                               |

## Campionati nazionali
- 7 volte campionessa nazionale olandese dei 200 metri piani (1979, 1980, 1981, 1982, 1984, 1986, 1988)
- 6 volte campionessa nazionale olandese indoor dei 60 metri piani (1979, 1980, 1981, 1982, 1984, 1985)
- 5 volte campionessa nazionale olandese dei 100 metri piani (1979, 1980, 1981, 1982, 1984)
- 5 volte campionessa nazionale olandese indoor dei 200 metri piani (1982, 1984, 1985, 1987, 1988)

1979
- Oro ai campionati olandesi indoor , 60 m piani - 7"63
- Oro ai campionati olandesi (Nijmegen), 100 m piani - 11"56
- Oro ai campionati olandesi (Nijmegen), 200 m piani - 23"71

1980
- Oro ai campionati olandesi indoor (Zwolle), 60 m piani - 7"50
- Oro ai campionati olandesi (Stettino), 100 m piani - 11"62
- Oro ai campionati olandesi (Stettino), 200 m piani - 23"26

1981
- Oro ai campionati olandesi indoor (Zwolle), 60 m piani - 7"40 RN
- Oro ai campionati olandesi (Utrecht), 100 m piani - 11"36 w
- Oro ai campionati olandesi (Utrecht), 200 m piani - 23"21

1982
- Oro ai campionati olandesi indoor (Rotterdam), 60 m piani - 7"32 RN
- Oro ai campionati olandesi indoor (Rotterdam), 200 m piani - 23"57 RN
- Oro ai campionati olandesi (Amsterdam), 100 m piani - 11"47
- Oro ai campionati olandesi (Amsterdam), 200 m piani - 23"04

1984
- Oro ai campionati olandesi indoor (Zuidlaren), 60 m piani - 7"34
- Oro ai campionati olandesi indoor (Zuidlaren), 200 m piani - 24"26
- Oro ai campionati olandesi (Stettino), 100 m piani - 11"25 w
- Oro ai campionati olandesi (Stettino), 200 m piani - 22"90

1985
- Oro ai campionati olandesi indoor (Maastricht), 60 m piani - 7"27
- Oro ai campionati olandesi indoor (Maastricht), 200 m piani - 23"52

1986
- Argento ai campionati olandesi (Amsterdam), 100 m piani - 11"20
- Oro ai campionati olandesi (Amsterdam), 200 m piani - 22"55 w

1987
- Argento ai campionati olandesi indoor (L'Aia), 60 m piani - 7"28
- Oro ai campionati olandesi indoor (Zuidlaren), 200 m piani - 23"75

1988
- Argento ai campionati olandesi indoor (L'Aia), 60 m piani - 7"22
- Oro ai campionati olandesi indoor (L'Aia), 200 m piani - 23"82
- Oro ai campionati olandesi , 200 m piani - 23"18